# Obertorturm
L'obertorturm est un monument historique situé à Kaysersberg, dans le département français du Haut-Rhin.

## Localisation
Ce bâtiment est situé au square du Docteur-Schweitzer à Kaysersberg.

## Historique
L'édifice fait l'objet d'une inscription au titre des monuments historiques depuis 1932.